# 米澤康博
米澤 康博（よねざわ やすひろ、1950年 - ）は、日本の経済学者。早稲田大学大学院経営管理研究科教授。元年金積立金管理運用独立行政法人運用委員長。エコノミスト賞受賞。

## 人物・経歴
神奈川県生まれ。1974年横浜国立大学経営学部卒業。1980年日本証券経済研究所研究員。1981年東京大学大学院経済学研究科博士課程単位取得退学。
1984年筑波大学社会工学系講師。1985年エコノミスト賞受賞。1988年筑波大学社会工学系助教授。1995年大阪大学大学院国際公共政策研究科客員助教授。1996年筑波大学社会工学系経営システム科学専攻教授、大阪大学より経済学博士の学位を取得。1998年横浜国立大学経営学部教授。2005年早稲田大学大学院ファイナンス研究科教授。2014年年金積立金管理運用独立行政法人運用委員会委員長。厚生労働省社会保障審議会年金部会委員、内閣郵政民営化推進本部郵政民営化委員会委員、国家公務員共済組合連合会資産運用委員会委員、勤労者退職金共済機構資産運用評価委員会委員等も歴任した。

## 著書
- 『日本の株式市場』（丸淳子と共著）東洋経済新報社 1984年
- 『企業金融』（花枝英樹, 野間敏克と共著）東洋経済新報社 1992年
- 『変革期の金融資本市場』（松浦克己, 吉野直行と共編著）日本評論社 2000年
- 『金融の新しい流れ : 市場化と国際化』（松浦克己と共編著）日本評論社 2002年
- 『日本の金融問題 : 検証から解決へ』（林敏彦, 松浦克己と共編著）日本評論社 2003年
- 『新しい企業金融』 （小西大, 芹田敏夫と共著）有斐閣 2004年
- 『マイナス金利と年金運用』（宮井博, 鈴木誠, 山本零, 柳瀬典由, 徳島勝幸, 大野早苗と共著）金融財政事情研究会 2017年